# Vápenná jaskyňa
Vápenná jaskyňa – jaskinia krasowa na terenie Krasu Słowacko-Węgierskiego, w Wewnętrznych Karpatach Zachodnich na Słowacji.

## Położenie
Jaskinia znajduje się ok. 3 km na północny zachód od wsi Hrušov, ponad doliną źródliskowego toku niewielkiego Wapiennego Potoku, dopływu Turni. Jej otwór wylotowy leży w zboczach Płaskowyżu Silickiego, powyżej znanego źródła krasowego zwanego Svätá Anna.

## Geneza-morfologia
Jaskinia jest typową jaskinią fluwiokrasową z aktywnym ciekiem wodnym. Ma długość ok. 400 m i głębokość 44 m.

## Ochrona jaskini
Jaskinia leży na terenie Parku Narodowego Kras Słowacki. Jest cenna z punktu widzenia geologii, geomorfologii i hydrologii i od 1995 r. jest chroniona jako pomnik przyrody (słow. Prírodná pamiatka).

## Znaczenie turystyczne
Jaskinia nie jest udostępniona do zwiedzania.